# Nora Louisa
Nora Louisa, bürgerlicher Name Elisa Fischer (* 1990), ist eine deutsche Schlagersängerin.

## Leben
Elisa Fischer steht seit ihrem 7. Lebensjahr auf der Bühne, war bei Tourneen mit Frank Schöbel in Weihnachten in Familie und unter anderem bei gemeinsamen TV-Produktionen des MDR und Frank Schöbel in Fröhliche Weihnacht mit Frank vertreten. Sie sang zunächst in der Band ihrer Eltern, später auch in anderen Projekten, u. a. in einem Gospelchor; sie spielt Gitarre und Klavier.
Fischer besitzt eine Trainerlizenz für Tanz, erworben bei Tanztrainer Detlef Soost.
Fischer hat eine Tochter und einen Sohn.

## Auszeichnungen
- Smago!-Award 2017/2018 als „Newcomerin des Jahres“ und „Radio-Durchstarterin des Jahres“.

## Diskografie
- 2008: Let me know
- 2009: 1000000 Mal(Neuaufnahme: 2015)
- 2010: Album „Moments“
- 2015: Komm flieg mit mir
- 2015: Mit deinen Augen (mit Oliver Frank)
- 2016: Beste Freundin[3]
- 2017: Erste große Liebe
- 2018: Nur einmal
- 2018: Aus Liebe
- 2019: Ich bin das Mädchen, das dich liebt
- 2019: Sternenfahrer
- 2020: Aus Liebe